# Asesinato de Nancy Titterton
Nancy Violet Evans Titterton (1903-10 de abril de 1936) fue una aspirante a novelista estadounidense y esposa de un ejecutivo de la NBC que fue asesinada en la ciudad de Nueva York en 1936. La encontraron estrangulada en su apartamento de Manhattan y las únicas pistas eran un pelo de caballo y un trozo de cuerda. Fue uno de los primeros casos resueltos gracias a la criminalística.

## Antecedentes
A finales de la década de 1920, Nancy Evans, nacida en Ohio, trabajó para el New York Post, donde conoció a su marido, el inglés Lewis Henry Titterton. Después de que la pareja se casó en 1929 y su marido fue ascendido a ejecutivo de la National Broadcasting Company, la pareja se mudó a Manhattan, cerca del Río Este. Su marido fue descrito como un hombre que «pensaba que el futuro de la radio dependía de la visión del escritor».
Una de sus obras fue honrada con la portada de la revista Story. En 1935, tras la publicación de uno de sus cuentos, le ofrecieron un contrato para publicar un libro y, en 1936, se disponía a escribir su primera novela.

## Crimen
En la mañana del 10 de abril de 1936, Nancy Titterton, de 34 años, fue asesinada en su apartamento en 22 Beekman Place. Su cuerpo fue descubierto esa tarde por Theodore Kruger y John Fiorenza, dos reparadores de muebles que estaban entregando un sofá reparado. La encontraron en una bañera y la habían violado y estrangulado hasta la muerte.
Había poca evidencia en la escena del crimen aparte de un trozo de cuerda de 13 pulgadas (33,0 cm) y un solo cabello encontrados en la cama. En una primera inspección se descartó que el cabello perteneciera a la víctima. Sin embargo, después de una investigación más profunda, se reveló que era un trozo de pelo de caballo, más concretamente un crin, que se utilizó como relleno en la tapicería del apartamento.
Cuando se conoció la noticia del crimen, el Bathtub Murder («Asesinato en la bañera») de Beekman Place ganó notoriedad debido a la amplia cobertura mediática. El caso se resolvió después de que Alexander Gettler, un científico de la Oficina del Médico Forense Jefe de la Ciudad de Nueva York, rastreó el cabello hasta una tienda de tapicería local visitada recientemente por Titterton. La tapicería en cuestión era propiedad de Kruger, y Fiorenza era asistente en su tienda. La ubicación del pelo de caballo ya había llevado a la policía a sospechar que Fiorenza era el autor del crimen. Fiorenza, un exconvicto, confesó el crimen.
Fiorenza enfrentó un juicio por el asesinato que concluyó el 28 de mayo de 1936. El jurado tardó 19 horas en llegar a un veredicto de culpabilidad. Fiorenza fue condenado a muerte. Fiorenza estuvo detenida en la prisión de Sing Sing. Fue ejecutado el 22 de enero de 1937 en la silla eléctrica.